# Robert Sarah
Robert Sarah (sinh ngày 15 tháng 6 năm 1945) là một Hồng y người Guinea của Giáo hội Công giáo Rôma. Ông hiện đảm nhận vị trí Tổng Trưởng Thánh bộ Phụng tự và Kỉ luật Bí tích trực thuộc Tòa Thánh. Trước đó, ông cũng từng đảm nhận các chức vụ quan trọng khác như Tổng giám mục Conakry, Chủ tịch Hội đồng Giám mục Guinea, Thư kí Thánh bộ Truyền giáo, Chủ tịch Hội đồng Giáo hoàng Cor Unum và Phó Hiệu trưởng Học viện Giáo hoàng Urbaniana.

## Tiểu sử
Hồng y Sarah sinh ngày 15 tháng 6 năm 1945 tại Ourous, Guinea. Sau quá trình tu học, ngày 20 tháng 7 năm 1969, ông được thụ phong linh mục cho Tổng giáo phận Conakry (Konakry) bởi Giám mục Raymond-Maria Tchidimbo, C.S.Sp, Tổng giám mục Conakry.
Ngày 13 tháng 8 năm 1979, Tòa Thánh loan tin chọn linh mục Robert Sarah làm Tổng giám mục chính tòa Conakry. Lễ tấn phong cho vị tân chức diễn ra sau đó vào ngày 9 tháng 9, với các vị chủ sự nghi thức gồm: Hồng y Giovanni Benelli, Tổng giám mục Tổng giáo phận Firenze (Florence) và hai vị phụ phong gồm: Luc Auguste Sangaré, Tổng giám mục Tổng giáo phận Bamako, Mali và Jean Pierre Marie Orchampt Giám mục Giáo phận Angers, Pháp. Tân giám mục chọn khẩu hiệu:Sufficit tibi gratia mea (Ơn của Thầy đã đủ cho anh). Cùng với chức danh chính trên, từ ngày 23 tháng 8 cùng năm, ông đảm nhậm thêm chức vị Giám quản Tông Tòa Hạt Đại diện Tông Tòa Kankan và giữ chức vị đến ngày 17 tháng 11 năm 1993. Từ năm 1985 đến năm 2001, ông còn là Chủ tịch Hội đồng Giám mục Guinea.
Ngày 1 tháng 10 năm 2001, Tòa Thánh công bố quyết định triệu Tổng giám mục Sarah về Tòa Thánh đảm nhận chức vị Thư kí Thánh Bộ Loan báo Tin Mừng cho muôn dân nước (Bộ Truyền giáo). Song song với nhiệm vụ trên, ông còn đảm nhậm chức vị Phó Hiệu trường Học viện Giáo hoàng Urbaniana. Ngày 7 tháng 10 năm 2010, Giáo hoàng Biển Đức chọn ông trở thành Chủ tịch Hội đồng Giáo hoàng Cor Unum. Trong Công nghị Hồng y cùng năm được cử hành 20 tháng 11, Giáo hoàng vinh thăng Tổng giám mục Sarah tước vị Hồng y Nhà thờ San Giovanni Bosco in via Tuscolana. Chức vị Chủ tịch Hội đồng Giáo hoàng, ông chính thức nhậm chức ngày 30 tháng 1 năm 2008. Trong triều đại Giáo hoàng Phanxicô, ông tiếp tục giữ trọng trách này đến ngày 24 tháng 11 năm 2014, khi Giáo hoàng chọn Hồng y Sarah làm Tổng Trưởng Thánh bộ Phụng tự và Kỉ luật Bí tích.